# Municipio de Lafayette (condado de Bremer)
El municipio de Lafayette (en inglés: Lafayette Township) es un municipio ubicado en el condado de Bremer en el estado estadounidense de Iowa. En el año 2010 tenía una población de 618 habitantes y una densidad poblacional de 7,95 personas por km².

## Geografía
El municipio de Lafayette se encuentra ubicado en las coordenadas 42°47′7″N 92°30′9″O / 42.78528, -92.50250. Según la Oficina del Censo de los Estados Unidos, el municipio tiene una superficie total de 77.72 km², de la cual 76,87 km² corresponden a tierra firme y (1,09 %) 0,85 km² es agua.

## Demografía
Según el censo de 2010, había 618 personas residiendo en el municipio de Lafayette. La densidad de población era de 7,95 hab./km². De los 618 habitantes, el municipio de Lafayette estaba compuesto por el 98,71 % blancos, el 0,16 % eran afroamericanos, el 0,32 % eran de otras razas y el 0,81 % eran de una mezcla de razas. Del total de la población el 1,29 % eran hispanos o latinos de cualquier raza.